# Five Nations 1994
Die Ausgabe 1994 des jährlich ausgetragenen Rugby-Union-Turniers Five Nations (seit 2000 Six Nations genannt) fand an fünf Spieltagen zwischen dem 15. Januar und dem 19. März statt. Turniersieger wurde Wales.

## Teilnehmer
| Land       | Stadion             | Stadt     | Trainer          | Kapitän                               |
| ---------- | ------------------- | --------- | ---------------- | ------------------------------------- |
| England    | Twickenham Stadium  | London    | Geoff Cooke      | Will Carling                          |
| Frankreich | Parc des Princes    | Paris     | Pierre Berbizier | Olivier Roumat / Philippe Saint-André |
| Irland     | Lansdowne Road      | Dublin    | Gerry Murphy     | Michael Bradley                       |
| Schottland | Murrayfield Stadium | Edinburgh | Jim Telfer       | Gavin Hastings                        |
| Wales      | Cardiff Arms Park   | Cardiff   | Alan Davies      | Ieuan Evans / Gareth Llewellyn        |

## Tabelle
|    | Land       | Spiele | Siege | Unent. | Ndlg. | Spiel- punkte | Diff. | Tabellen- punkte |
| -- | ---------- | ------ | ----- | ------ | ----- | ------------- | ----- | ---------------- |
| 1. | Wales      | 4      | 3     | 0      | 1     | 78:51         | + 27  | 6                |
| 2. | England    | 4      | 3     | 0      | 1     | 60:49         | + 11  | 6                |
| 3. | Frankreich | 4      | 2     | 0      | 2     | 84:69         | + 15  | 4                |
| 4. | Irland     | 4      | 1     | 1      | 2     | 49:70         | − 21  | 3                |
| 5. | Schottland | 4      | 0     | 1      | 3     | 38:70         | − 32  | 1                |

## Ergebnisse

### Erste Runde
| 15. Januar 1994 | Frankreich                                                                                    | 35 : 15         | Irland                  | Parc des Princes, Paris Schiedsrichter: Jim Fleming (Schottland) |
| 15. Januar 1994 | Versuche: Benetton Lacroix Merle Saint-André Erhöhungen: Lacroix (2) Straftritte: Lacroix (3) | (16:12) Bericht | Straftritte: Elwood (5) | Parc des Princes, Paris Schiedsrichter: Jim Fleming (Schottland) |

| 15. Januar 1994 | Wales                                                                  | 29 : 6         | Schottland                | Cardiff Arms Park, Cardiff Schiedsrichter: Patrick Robin (Frankreich) |
| 15. Januar 1994 | Versuche: Evans Rayer (2) Erhöhungen: Jenkins Straftritte: Jenkins (4) | (12:3) Bericht | Straftritte: Hastings (2) | Cardiff Arms Park, Cardiff Schiedsrichter: Patrick Robin (Frankreich) |

### Zweite Runde
| 5. Februar 1994 | Irland                  | 15 : 17        | Wales                                      | Lansdowne Road, Dublin Schiedsrichter: Tony Spreadbury (England) |
| 5. Februar 1994 | Straftritte: Elwood (5) | (12:8) Bericht | Versuche: Jenkins Straftritte: Jenkins (4) | Lansdowne Road, Dublin Schiedsrichter: Tony Spreadbury (England) |

| 5. Februar 1994 | Schottland                                                         | 14 : 15       | England                  | Murrayfield Stadium, Edinburgh Schiedsrichter: Lindsay McLachlan (Neuseeland) |
| 5. Februar 1994 | Versuche: Wainwright Straftritte: Hastings (2) Dropgoals: Townsend | (5:3) Bericht | Straftritte: Callard (5) | Murrayfield Stadium, Edinburgh Schiedsrichter: Lindsay McLachlan (Neuseeland) |

### Dritte Runde
| 19. Februar 1994 | England                  | 12 : 13        | Irland                                                         | Twickenham Stadium, London Schiedsrichter: Patrick Thomas (Frankreich) |
| 19. Februar 1994 | Straftritte: Callard (4) | (6:10) Bericht | Versuche: Geoghegan Erhöhungen: Elwood Straftritte: Elwood (2) | Twickenham Stadium, London Schiedsrichter: Patrick Thomas (Frankreich) |

| 19. Februar 1994 | Wales                                                                  | 24 : 15        | Frankreich | Cardiff Arms Park, Cardiff Zuschauer: 52.000 Schiedsrichter: Lindsay McLachlan (Neuseeland) |
| 19. Februar 1994 | Versuche: Quinnell Walker Erhöhungen: Jenkins Straftritte: Jenkins (4) | (11:3) Bericht |            | Cardiff Arms Park, Cardiff Zuschauer: 52.000 Schiedsrichter: Lindsay McLachlan (Neuseeland) |

### Vierte Runde
| 5. März 1994 | Frankreich                                 | 14 : 18       | England                                   | Parc des Princes, Paris Schiedsrichter: Stephen Hidditch (Irland) |
| 5. März 1994 | Versuche: Benazzi Straftritte: Lacroix (3) | (0:9) Bericht | Straftritte: Andrew (5) Dropgoals: Andrew | Parc des Princes, Paris Schiedsrichter: Stephen Hidditch (Irland) |

| 5. März 1994 | Irland                  | 6 : 6         | Schottland                | Lansdowne Road, Dublin Schiedsrichter: Ed Morrison (England) |
| 5. März 1994 | Straftritte: Elwood (2) | (3:0) Bericht | Straftritte: Hastings (2) | Lansdowne Road, Dublin Schiedsrichter: Ed Morrison (England) |

### Fünfte Runde
| 19. März 1994 | England                                                           | 15 : 8        | Wales                                 | Twickenham Stadium, London Schiedsrichter: Jim Fleming (Schottland) |
| 19. März 1994 | Versuche: Rodber Underwood Erhöhungen: Andrew Straftritte: Andrew | (7:3) Bericht | Versuche: Walker Straftritte: Jenkins | Twickenham Stadium, London Schiedsrichter: Jim Fleming (Schottland) |

| 19. März 1994 | Schottland                | 12 : 20        | Frankreich                                                                           | Murrayfield Stadium, Edinburgh Zuschauer: 49.000 Schiedsrichter: Derek Bevan (Wales) |
| 19. März 1994 | Straftritte: Hastings (4) | (9:13) Bericht | Versuche: Sadourny Saint-André Erhöhungen: Lacroix Montlaur Straftritte: Lacroix (2) | Murrayfield Stadium, Edinburgh Zuschauer: 49.000 Schiedsrichter: Derek Bevan (Wales) |